# Through Chasm, Caves and Titan Woods
Through Chasm, Caves and Titan Woods – minialbum nagrany przez norweską grupę black metalową Carpathian Forest.

## Lista utworów
Opracowano na podstawie materiału źródłowego.
| Nr | Tytuł utworu                                      | Długość |
| -- | ------------------------------------------------- | ------- |
| 1. | „Carpathian Forest”                               | 2:27    |
| 2. | „The Pale Mist Hovers Towards the Nightly Shores” | 2:56    |
| 3. | „The Eclipse / The Raven”                         | 3:42    |
| 4. | „When Thousand Moons Have Circled”                | 4:00    |
| 5. | „Journey Through the Cold Moors of Svarttjern”    | 5:31    |
|    |                                                   | 18:36   |

## Twórcy
Opracowano na podstawie materiału źródłowego.
- R. Nattefrost - śpiew, gitara, instrumenty klawiszowe
- J. Nordavind - śpiew towarzyszący, gitara, instrumenty klawiszowe